# Nobuhiro Ishizaki
Nobuhiro Ishizaki (jap. 石﨑 信弘 Ishizaki Nobuhiro; ur. 14 marca 1958) – japoński piłkarz występujący na pozycji obrońcy.

## Kariera klubowa
Od 1980 do 1993 roku występował w klubie Toshiba.

## Kariera trenerska
Po zakończeniu piłkarskiej kariery pracował jako trener w Montedio Yamagata, Oita Trinita, Kawasaki Frontale, Shimizu S-Pulse, Tokyo Verdy, Kashiwa Reysol i Consadole Sapporo.